# Океански калмари
Океанските калмари (Oegopsida) са разред животни от клас Главоноги (Cephalopoda).
Таксонът е описан за пръв път от Алсид д'Орбини през 1845 година.

## Семейства
Надсемейство Architeuthoidea
- Architeuthidae – Гигантски калмари
- Neoteuthidae

Надсемейство Cranchioidea
- Cranchiidae
- Ommastrephidae
- Thysanoteuthidae

Надсемейство Chiroteuthoidea
- Batoteuthidae
- Chiroteuthidae
- Joubiniteuthidae
- Magnapinnidae
- Mastigoteuthidae
- Promachoteuthidae

Надсемейство Cycloteuthoidea
- Brachioteuthidae
- Cycloteuthidae

Надсемейство Enoploteuthoidea
- Ancistrocheiridae
- Enoploteuthidae
- Lampadioteuthidae
- Lycoteuthidae
- Pyroteuthidae

Надсемейство Pholidoteuthoidea
- Pholidoteuthidae

Надсемейство Octopoteuthoidea
- Lepidoteuthidae
- Octopoteuthidae

incertae sedis
- Gonatidae
- Histioteuthidae
- Onychoteuthidae
- Psychroteuthidae